# Champlan
 Champlan  es una población y comuna francesa, ubicada en la región de Isla de Francia, departamento de Essonne, en el distrito de Palaiseau y cantón de Villebon-sur-Yvette.

## Demografía
| 1607 | 1859 | 2421 | 2446 | 2491 | 2458 |
| Para los censos de 1962 a 1999 la población legal corresponde a la población sin duplicidades (Fuente: INSEE [Consultar]) |      |      |      |      |      |